# 慢跑

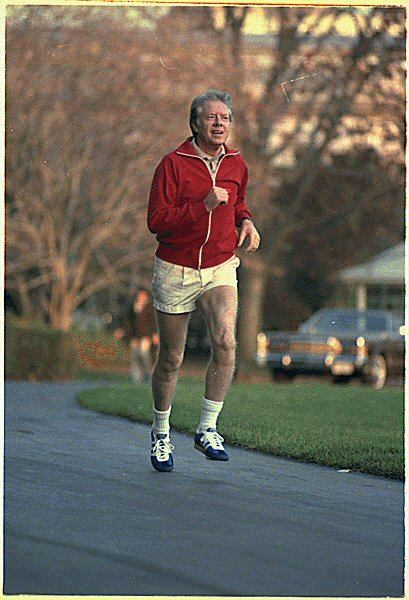
美国前总统吉米·卡特在慢跑

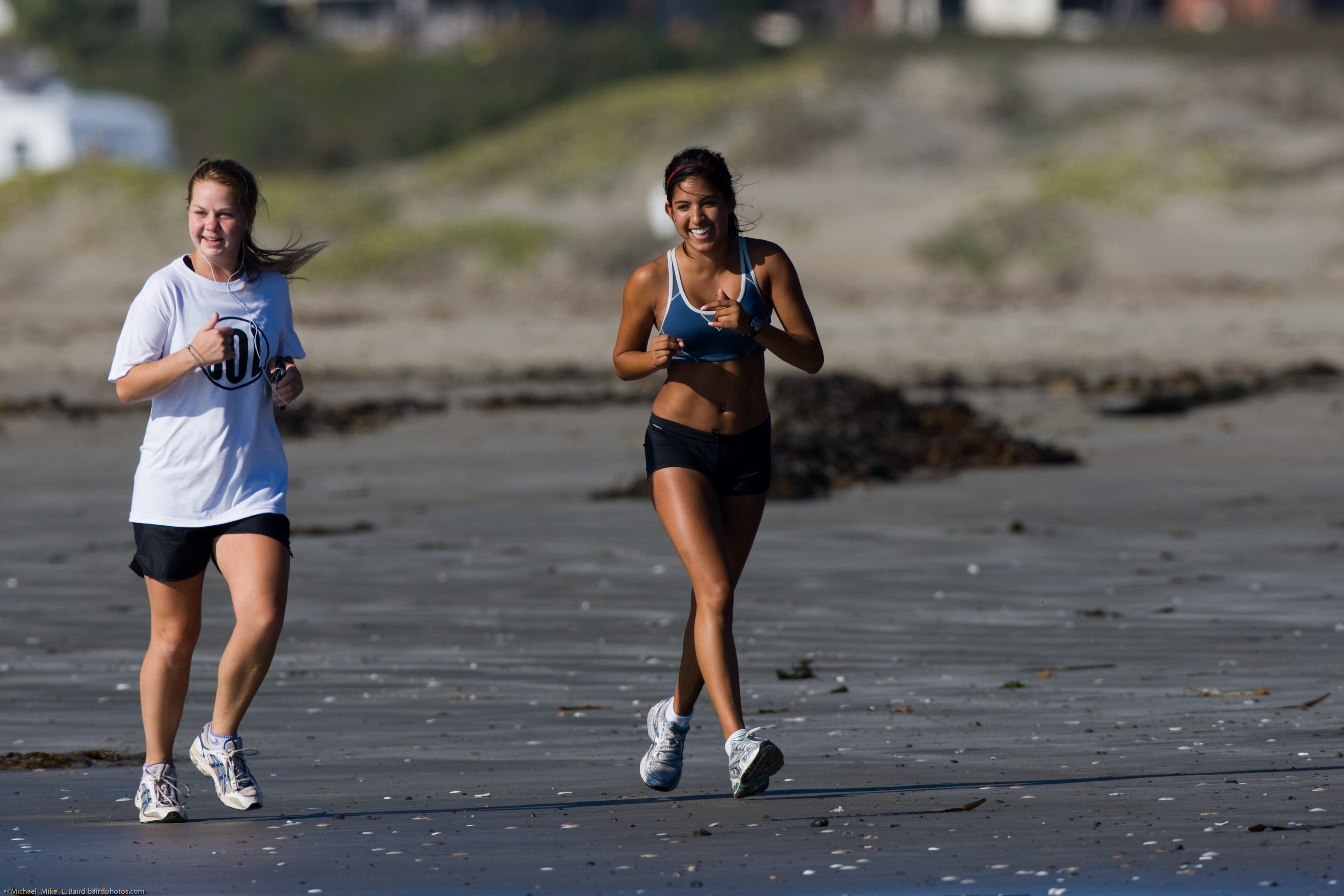
女子沿著加州的沙灘慢跑

慢跑（英語:jog)亦稱為緩步、緩跑或緩步跑，是一种有氧运动，目的在以较慢或中等的节奏来跑完一段相对较长的距离，以达到热身或锻炼的目的。
大多数高水平的运动员，都以慢跑来做热身。在欧美国家，尤其是在美国、澳洲和德国，慢跑是一项极为普及的运动。

## 持续时间
慢跑的时间取决于慢跑者的训练程度。对于初学者或是中断体育运动较长时间的人来说，一开始每次运动最好不要超过10到15分钟，中间可以有一个慢走的过程。慢跑时间可以在一个月内逐步提升到20分钟。慢跑运动的关键在於坚持，平均一周需要3次训练。如果一直坚持下去，4到5年之后可以参加马拉松。
大多数慢跑者习惯于在早晨训练，因为跑步后身体所分泌的脑内啡能给人带来愉悦的感觉，让一天都有好心情。但是根据专家的建议，一天中跑步的最佳时间在17点到18点之间，因为一天中这个时段人的体温最高。
根據2020年運動筆記所做的跑步大調查，跑友最常練跑的時段是是晚上，佔了五成以上，接著是晨跑（26.7%）、下午（19.1%），不過也是約有一成六的跑者選擇在中午跑步。
在週跑量的部分，男女也有明顯的差異，男生呈現鐘形曲線，以每週21～40公里最多（30%），其次是11～20公里（24%），再來是41～60公里（18%）；女生則是依照公里數增加而人數減少，每週10公里以下的最多（32%）。

## 技术
跑步的节奏应该尽可能的維持不变，躯干伸直，双臂弯曲，两手放松，头不能摆动。呼吸同样应该有节奏，用鼻子吸气，嘴巴呼气，以避免出现岔气。
跑步虽动作简单，但如果姿势不正确，不仅达不到理想的健身效果，还有可能给身体，尤其膝關節带来损害。
跑步时，腿部动作应该放松。小腿自然放松，依靠大腿的前摆动作，带动髋部向前上方摆出。以前腳掌先着地，然后迅速过渡到全脚掌着地。
正确的方法：身体的重心前倾，重力作用下人会向前倒，这时大腿带动小腿迈出一步暂时支撑。同时身体仍然前倾，再迈出另一条腿支撑。整个过程小腿不出力、不推蹬，意思是用「重力」在慢跑。迈出步伐不要离开身体太远，尽量不抵消掉前倾后重力带来的前进动力，除非你想停下来。
这时你的脚掌一般是前腳掌先落地，這是人最自然的跑法，对膝盖的伤害是最小的，采用这种跑法就不需要买各种空气橡胶等垫底的高级跑鞋，而且那些跑鞋也无法减少你在错误跑法下的各种受伤。
总之量力而行，循序渐进，肌肉疲劳的时候一定要停止跑步休息几日再跑。各种伤病都是在肌肉疲劳的时候发生的，而一般适合的跑步间隔是隔一天一跑。
此外，跑步时自然摆臂很重要，正确的摆臂姿势可以起到维持身体平衡、协调步频的作用。摆臂时肩部要放松，两臂各弯曲约成90度，两手半握拳，自然摆动，前摆时稍向内，后摆时稍向外。

## 連結
- WorldwideRunning.com - A comprehensive resource for joggers and runners worldwide （页面存档备份，存于）
- Calculate the total distance and elevation change of your run （页面存档备份，存于）